# Смедеревска крепост
Смедеревската крепост е изградена на брега на река Дунав и един от ръкавите на Велика Морава през 20-те и 30-те години на 15 век.
Георги Бранкович получава разрешение за построяването ѝ от Мурад II, след като сключва мирен договор с него, обезпечавайки спазването му с отдаването на голямата си дъщеря за султанска жена в харема - известната Мара Султанката (Мария Бранкович). В замяна деспота получава разрешение да подигне нова крепост на брега на Дунав (по-близо до унгарските земи). Строежът започва в 1428 и в 1430 е завършен вътрешният град с монетарница, казарми, скриптории, дворец на брега и пр. – т.нар. Мали град, до 1439 е издигнат и т.нар. Велики град със занаятчийски работилници, пазари и храма Св. Благовещение, така от стените и кулите на брега на Дунав е защитена площ от 11 ха, което я прави една от най-големите в Европа.
Крепостта заедно с поправката на твърдините Козъл и Островица (Рудник) е изградена с тежък ангариен труд от поданиците на деспота и втората му жена Ирина Кантакузина, която заради строгостта си при съграждането ѝ остава в народната памет с прозвището Проклетата Ирина.
Крепостта е класически тип подобни отбранителни съоръжения за времето си, като притежава и доста оригинални архитектурни решения. Строежа на крепостните стени е заимстван по подобие на градските стени на Константинопол. Тъй като старата крепост Белград е изложена на турските нападения, крепостта става фактическата столица, но само 20 години след завършването ѝ в 1459 тя пада и с това турците слагат край на сръбската държава. В 1867 г., след; цели 427 години, княз Михаила Обренович, получава ключа от Смедеревската крепост.
През Втората световна войне се ползва като погреб, на 5 июни 1941 года боеприпасите се взривяват като уничтожили част от зидовете, убиват около 2500 човека и раняват над 5000 души. В 1944 г. бомбардировка на англо-американската авиация предизвиква още по-големи разрушения на крепостта.